# Nuevas Ideas
Nuevas Ideas (català: Noves Idees) és un partit polític d'El Salvador fundat per Nayib Bukele, president actual (2020) del país, i legalitzat el 24 d'agost de 2018. El seu secretari general és Federico Gerardo Anliker.

## Fundació
El 25 d'octubre de 2017, Nayib Bukele, l'aleshores batlle de San Salvador expulsat del FMLN el 10 d'octubre de 2017, va anunciar a través de les seves xarxes socials la fundació d'un nou moviment de ciutadà anomenat "Noves Idees", amb l'objectiu d'esdevenir un partit polític que li permetes competir a les eleccions presidencials del 2019 sota la seva candidatura.
Posteriorment, Bukele va cridar els seus seguidors a anar al més de 90 centres de recollida de signatures de tot el país per a donar suport a la creació del partit a partir del moviment polític, per requisit legal. Van aconseguir recollir-ne aproximadament 200,000 signatures en tres dies.
Bukele va denunciar "ser víctima del sistema" (TSE, Cort Suprema de Justícia, Fiscalia, Tribunal de Comptes i partits polítics majoritaris) i va anunciar que procediria a demandar internacionalment al Tribunal Suprem Electoral en cas de dilatar-se el procés d'inscripció del seu partit. No va ser fins al 21 d'agost de 2018 que el TSE va procedir a constituir i posteriorment inscriure a Nuevas Ideas com a partit polític.
En les eleccions del 2019, Bukele, no obstant, va acabar llençant una reeixida campanya electoral sota el partit Gran Alianza por la Unidad Nacional (GANA).

## Dirigents
| 1(46) | Nayib Bukele (nascut 1981) |  | 1 juny 2019 | 1 juny 2024 | Félix Ulloa |

## Resultats electorals

### Presidencials
A les eleccions del 2019, Bukele es va presentar a la presidència amb GANA, ja que Nuevas Ideas encara no havia estat registrat com a partit polític pel TSE.
| Any  | Candidat              | 1a volta  | 1a volta    | 2a volta | 2a volta | Resultat | Ref.  |
| Any  | Candidat              | Vots      | %           | Vots     | %        | Resultat | Ref.  |
| ---- | --------------------- | --------- | ----------- | -------- | -------- | -------- | ----- |
| 2019 | Suport a Nayib Bukele | 1,434,856 | 53,1 / 100  | N/D      | N/D      | Sí       | [ 4 ] |
| 2024 | Nayib Bukele          | 2,701,725 | 84,65 / 100 | N/D      | N/D      | Sí       | [ 5 ] |

### Legislatives
| Any  | Vots         | %            | Pos.         | Escons       | +/–          | Govern            | Ref.  |
| ---- | ------------ | ------------ | ------------ | ------------ | ------------ | ----------------- | ----- |
| 2018 | No registrat | No registrat | No registrat | No registrat | No registrat | Extraparlamentari | [ 6 ] |
| 2021 | 1,655,219    | 66.32        | 1r           | 56 / 84      | Nou          | Supermajoria      | [ 7 ] |
| 2024 | 2,200,332    | 70.56        | = 1r         | 54 / 60      | 2            | Supermajoria      | [ 8 ] |

### Municipals
| Any  | Vots         | %            | Pos.         | Municipalitats | +/–          | Ref.   |
| ---- | ------------ | ------------ | ------------ | -------------- | ------------ | ------ |
| 2018 | No registrat | No registrat | No registrat | No registrat   | No registrat | [ 3 ]  |
| 2021 | 1,342,968    | 50.78        | 1r           | 152 / 262      | Nou          | [ 9 ]  |
| 2024 | 632,245      | 39.12        | = 1r         | 28 / 44        | 124          | [ 10 ] |

### PARLACEN
| Any  | Vots         | %            | Pos.         | Escons       | +/–          | Ref.   |
| ---- | ------------ | ------------ | ------------ | ------------ | ------------ | ------ |
| 2018 | No registrat | No registrat | No registrat | No registrat | No registrat | [ 3 ]  |
| 2021 | 1,693,551    | 68.11        | 1r           | 14 / 20      | Nou          | [ 11 ] |
| 2024 | 799,433      | 53.75        | = 1r         | 13 / 20      | 1            | [ 12 ] |